# ماسیمیلیانو کاپلینی
ماسیمیلیانو کاپلینی (انگلیسی: Massimiliano Cappellini؛ زادهٔ ۲ ژانویهٔ ۱۹۷۱) بازیکن فوتبال اهل ایتالیا است.
از باشگاه‌هایی که در آن بازی کرده‌است می‌توان به باشگاه فوتبال آ.ث. میلان، باشگاه فوتبال فوجا، باشگاه فوتبال پیاچنزا، باشگاه فوتبال مونتسا، باشگاه فوتبال آتالانتا، باشگاه فوتبال امپولی، و باشگاه فوتبال کومو اشاره کرد.
وی همچنین در تیم ملی فوتبال Italy U-16 بازی کرده‌است.